# Symplectoscyphus amphoriferus
Symplectoscyphus amphoriferus is een hydroïdpoliep uit de familie Sertulariidae. De poliep komt uit het geslacht Symplectoscyphus. Symplectoscyphus amphoriferus werd in 1877 voor het eerst wetenschappelijk beschreven door Allman. 